# Schefflera remotiserrata
Schefflera remotiserrata är en araliaväxtart som beskrevs av Elmer Drew Merrill. Schefflera remotiserrata ingår i släktet Schefflera och familjen araliaväxter. Inga underarter finns listade.